# Micrelenchus
Micrelenchus là một chi ốc biển có vỏ và có xà cừ bên trong.
Chi này đã trở thành một đồng nghĩa của Cantharidus Montfort, 1810 
Chi này chỉ được biết đến ở New Zealand.

## Các loài
Các loài trong chi Micrelenchus gồm có:
- Micrelenchus burchorum (B. A. Marshall, 1998)
- Micrelenchus huttonii (E. A. Smith, 1876)
- Micrelenchus purpureus (Gmelin, 1791)
- Micrelenchus sanguineus (Gray, 1843)
- Micrelenchus tenebrosus (A. Adams, 1853)
- Micrelenchus tesselatus (A. Adams, 1853)

Các loài đồng nghĩa
- Micrelenchus artizona (A. Adams, 1853): syn. Roseaplagis artizona (A. Adams, 1853)
- Micrelenchus caelatus (Hutton, 1884): syn. Cantharidus caelatus Hutton, 1884
  - Micrelenchus caelatus archibenthicola Dell, 1956: syn. Cantharidus caelatus mortenseni
  - Micrelenchus caelatus bakeri Fleming, 1948: syn. Cantharidus artizona A. Adams, 1853 (Odhner, N.H.J., 1924)
  - Micrelenchus caelatus elongatus (Suter, 1897): syn. Cantharidus caelatus elongatus (Suter, 1897)
  - Micrelenchus caelatus morioria Powell, 1933: syn. Cantharidus caelatus mortenseni
  - Micrelenchus caelatus mortenseni (Odhner, 1924): syn. Cantharidus mortenseni (Odhner, 1924)
- Micrelenchus capillaceus (Philippi, 1849): syn. Cantharidus capillaceus (Philippi, 1849)
- Micrelenchus dilatatus (Sowerby, 1870): syn. Cantharidus dilatatus (G.B. Sowerby II, 1870)
- Micrelenchus festivus Marshall, 1998:[6] syn. Cantharidus festivus (B. A. Marshall, 1998)
- Micrelenchus micans (Suter, 1897): syn. Cantharidus artizona A. Adams, 1853
- Micrelenchus mortenseni (Odhner, 1924): syn. Cantharidus mortenseni (Odhner, 1924) accepted as Roseaplagis mortenseni (Odhner, 1924)
- Micrelenchus oliveri (Iredale, 1915): syn. Cantharidus sanguineus (Gray, 1843) syn. Micrelenchus sanguineus (Gray, 1843)
- Micrelenchus parcipictus Powell, 1946: syn. Cantharidus parcipictus (Powel, 1946)
- Micrelenchus rufozona (A. Adams, 1853): syn. Cantharidus rufozona A. Adams, 1853: syn. Roseaplagis rufozona (A. Adams, 1853)